# Asota carsina
Asota carsina är en fjärilsart som beskrevs av Swinhoe 1906. Asota carsina ingår i släktet Asota och familjen nattflyn. Inga underarter finns listade i Catalogue of Life.